# 自責点
自責点（じせきてん、Earned run / ER）は、野球の試合において投手の責任とされる失点のこと。

## 概要
自責点は安打、犠飛、犠打、刺殺、四死球（故意四球を含む）、暴投、ボーク、野手選択、盗塁によって進塁した走者が得点したときに、失点とともに記録される。ただし、
- アウトを取る機会を3回得た後の失点は自責点にはならない。例えば、無死で打者の打ったゴロを内野手が失策し、打者走者がアウトを免れて一塁を得たあと打者二人を実際にアウトにした場合、守備側にアウトを取る機会が3回あった（無失策ならば攻撃が終了していた）と考え、二死後の攻撃側の得点は、その投手の自責点にはならない。（投手交代があった場合は後述）
- 野手（投手自身も含む）の失策、捕逸、打撃妨害、走塁妨害によって一塁を得した走者、ファウルフライに対して失策があった後に安打などで出塁した走者、失策がなければアウトになったはずの走者が得点した場合は、自責点とならない。また、野手の失策により出塁した走者が野手選択によりアウトになったが、その際の打者走者は一塁に生きたというような例では、その後その走者が得点した際には自責点とならない。（公認野球規則9.16(b)(3)【注】）
- 失策、捕逸、打撃妨害、走塁妨害によって進塁した走者が得点した場合は、これら守備側のミスがなくても得点ができたと記録員が判断したときに限って自責点となる。

投手個人に失点と自責点が記録されるたび、チームにも失点と自責点が記録される。ただし、後述する理由によって、自責点が投手個人には記録されるがチームには記録されない例も発生しうる。
【例1】1950年6月27日に行われた広島カープ対松竹ロビンス戦の7回裏（広島の攻撃）、二死無走者の場面で松竹の林直明投手は打者の坂井豊司に三塁手の正面に飛ぶライナーを打たせたが、この打球を宮崎剛三塁手が失策。その直後に1四球を挟んで3本塁打を含む8連打を浴びた。結果、林は失点10となったが、全て二死後の宮崎の失策の後の失点であったため、自責点は0であった。
【例2】2007年4月1日に行われた東北楽天ゴールデンイーグルス対オリックス・バファローズ戦（フルキャストスタジアム宮城）の3回裏（楽天の攻撃）、二死二塁でオリックスの吉井理人投手は打者に内野ゴロを打たせたがその打球をグレッグ・ラロッカ三塁手が失策、次の打者に四球を与えて満塁とし、続く打者のホセ・フェルナンデスに本塁打を打たれ、さらに第3アウトを取れずに再び満塁とされてから山﨑武司にも満塁本塁打を許した。この例において吉井の失点は8であるが、自責点は0である。三塁ゴロをラロッカが失策していなければ、この3回裏は無失点で終了するはずだったからである。
【例3】先頭打者を三振に打ち取ったあとの一死走者なしから打者が二塁打で出塁、次打者の二塁ゴロを二塁手がファンブル（失策）して一死一・三塁となり、その次の打者を三振に取り二死一・三塁となったとすると、失策によりアウトを免れた一塁走者がこのあと得点しても自責点にならないのは勿論だが、三塁走者が得点したときも自責点にはならない。二塁手の失策が無ければ三振を奪った時点でイニングの第3アウトが成立していたはずだからである。
【例4】無死で内野ゴロ失により生きた走者Aを一塁に置いて、次打者Bが四球、その次の打者Cが内野ゴロ（Aがフォースアウト、Bは二塁に進みCは一塁に生きる）、その次の打者Dが本塁打を打ったとすると、Cの得点による失点は自責点にならず、他の2走者の得点は自責点となる。失策により出塁したAをアウトにする野手選択によってCは一塁を得たためである。
【例5】イニングの先頭打者Aが右前安打、Bが投ゴロ失により一塁に生きて無死一・二塁になったあと、続く打者C、Dがいずれも四球を選んだとき、Aの得点は自責点にはならない。投ゴロ失により出塁したBが居なければAは三塁止まりであり、得点できていないからである。ただし、Cが四球でなく二塁打を打ったのであれば、Aの得点は自責点である。
日本プロ野球では二死後に失策でアウトを取る機会を逸した場合のみ、以降の失点が自責点にはならないという解釈をしていた時期があった。グレン・ミケンズ#ミケンズルール参照。

### イニングの途中で交代した投手の失点・自責点
イニング途中に投手が走者を残した状態で交代し、救援投手が安打を打たれるなどして走者が得点した場合、原則として残した走者の数までは前任投手の失点となる。その失点が上記の考え方によって自責点でないと判断されなければ、その失点は自責点として記録される。
ただし、前任投手が残した走者が盗塁刺、牽制死、守備妨害など、打者の打撃によらないでアウトになった場合、および打者の打撃によるものでも余塁を奪おうとしてアウトになった場合は、そのアウトの数だけ「残した走者の数」が差し引かれる。
また、イニングの途中で投手が交代した場合は、交代後の投手については、失策や捕逸によるアウトの機会の恩恵を受けることはできない。即ち、例えば2失策でイニングの第3アウトの機会を得ていても実際のアウトが1であれば、アウトの機会を1として扱う（交代前の投手やチーム全体のアウトの機会については変更なし）。よって、走者の得点を許したときに、投手に自責点が記録されたがチームには自責点が記録されないという例が発生することがあるため、個人の自責点を合計したものがチームの自責点と一致するとは限らない。こうした場合、チームとしての自責点に、個人自責点の合計値をカッコつきで付記する。
【例6】投手Pは四球で走者（Aとする）を出し、救援投手Qに交代。打者Bは安打したが、一塁走者Aが三塁を欲張り送球によりアウト。この間にBは二塁に進塁。打者Cが安打してBが生還。
- この例では投手Pは一人の走者を残して降板し、かつその走者は打者の打撃の結果としてアウトになったが、それは余塁を奪おうとしてアウトになったものであるから、Pの責任となる走者は居ないことになり、失点1はQに記録される。この失点は自責点であるから、自責点1も併せてQに記録される。

【例7】投手Pがイニングの先頭打者Aに四球を与えてQに交代し、Qも次打者Bに四球で走者一・二塁。投手がさらにQからRに交代。次の打者Cは三塁ゴロでAのみがフォースアウト。次の打者Dも三塁ゴロでBのみがフォースアウト。次打者Eが本塁打して3得点。
- この例では、得点した全走者（C、D、E）が投手Rのときに出塁しているが、失点は投手Pに1（Cの得点）、Qに1（Dの得点）、Rに1（Eの得点）が記録される。これらはいずれも自責点である。

【例8】上記【例2】で、最初の二死満塁になったところで投手を交代し、交代後の投手が本塁打を打たれたとすると、先に投げていた投手には自責点が記録されない（失点は3）が、交代後の投手には自責点1（失点は1）が記録される。ただしチームとしては失策の時点で第3アウトをとる機会があったとみなし、チーム自責点は0（失点は4）と記録される。

### 打席途中で投手交代を行った場合
打席途中で投手交代を行った場合、四球以外の結果であればすべて交代後の投手の責任となる。四球の場合は、交代した時点で打者有利のボールカウントであった場合、前任投手に責任が及ぶ。ここでいう打者有利のボールカウントとは、
- 2ボール0ストライク

- 2ボール1ストライク
- 3ボール0ストライク
- 3ボール1ストライク
- 3ボール2ストライク

のいずれかを指す。
【例9】
イニングの先頭打者であるAの打席のとき、ボールカウントが2ボール0ストライクとなったところで投手Xが怪我のため緊急降板し、投手Yに交代。その後YがAに四球を与え、次打者Bに適時三塁打を打たれてAが本塁に生還した場合、Aの得点は前任投手であるXの失点となる。この失点は自責点にあたるので、Xに自責点1も記録される。

### 日米における自責点決定時期の違い
日本プロ野球と米国（MLB）では投手自責点の決定時期が異なる。日本では得点がカウントされた時点でその得点が自責点かそうでないかが決定されるのに対して、メジャーリーグでは当該イニング終了まで決定が保留され、その後、失策その他のミスプレイが無かった場合に走者はどこまで進むことができたかを検討・推定してイニングを再構成するという手順をとる。この違いのため、結果的に日本プロ野球の方が投手の自責点になりにくい。
- たとえば、走者三塁で捕逸が発生して三塁走者が生還した場合、日本ではかかる得点は即時に非自責点として記録される。これに対して米国ではイニング終了まで、それが自責点になるかどうかの判断を保留する。これは捕逸の後に打者が安打した場合に、捕逸がなくても得点できたことになり、この得点を自責点とするためである。
- 捕手の打撃妨害により打者が一塁を得た例など、それが無かったら打者はどうなっていたかの推定が困難な場合には、投手に有利となる方向で検討・再構成が行われる[7]。

### タイブレークにおける自責点
いわゆるタイブレークにおいて、最初から塁にいた走者の得点による失点はどんな形での失点でも自責点とはならない。ただしそれ以外の新たに出塁した走者に対しては上記のルール通りである。

## 日本プロ野球

### 個人通算記録
| 順位 | 選手名   | 自責点 |
| ---- | -------- | ------ |
| 1    | 米田哲也 | 1659   |
| 2    | 鈴木啓示 | 1588   |
| 2    | 東尾修   | 1588   |
| 4    | 金田正一 | 1434   |
| 5    | 梶本隆夫 | 1395   |
| 6    | 山田久志 | 1367   |
| 7    | 石川雅規 | 1354   |
| 8    | 小山正明 | 1336   |
| 9    | 三浦大輔 | 1309   |
| 10   | 山本昌   | 1285   |

| 順位 | 選手名   | 自責点 |
| ---- | -------- | ------ |
| 11   | 工藤公康 | 1279   |
| 12   | 北別府学 | 1268   |
| 13   | 平松政次 | 1236   |
| 14   | 石井茂雄 | 1219   |
| 15   | 松岡弘   | 1200   |
| 15   | 村田兆治 | 1200   |
| 17   | 佐藤義則 | 1152   |
| 18   | 涌井秀章 | 1109   |
| 19   | 堀内恒夫 | 1106   |
| 20   | 桑田真澄 | 1089   |

- 記録は2024年シーズン終了時点[8]

### 個人シーズン記録
| 順位 | 選手名     | 所属球団       | 自責点 | 記録年 | 備考                       |
| ---- | ---------- | -------------- | ------ | ------ | -------------------------- |
| 1    | 真田重蔵   | パシフィック   | 163    | 1946年 | [ 9 ]                      |
| 2    | 小林恒夫   | 松竹ロビンス   | 158    | 1951年 | セ・リーグ記録、左投手記録 |
| 3    | 高野裕良   | 大洋ホエールズ | 156    | 1950年 | [ 11 ]                     |
| 4    | 長谷川良平 | 広島カープ     | 150    | 1950年 | [ 12 ]                     |
| 5    | 内藤幸三   | ゴールドスター | 134    | 1946年 | [ 13 ]                     |
| 5    | 真田重男   | 松竹ロビンス   | 134    | 1950年 |                            |
| 5    | 天保義夫   | 阪急ブレーブス | 134    | 1950年 | パ・リーグ記録             |
| 8    | 内藤幸三   | 広島カープ     | 133    | 1950年 |                            |
| 9    | 田原基稔   | 国鉄スワローズ | 132    | 1950年 |                            |
| 9    | 小林恒夫   | 松竹ロビンス   | 132    | 1952年 |                            |

- 記録は2024年シーズン終了時点[14]

## メジャーリーグベースボール

### 個人通算記録
| 順位 | 選手名                 | 自責点 |
| ---- | ---------------------- | ------ |
| 1    | サイ・ヤング           | 2147   |
| 2    | フィル・ニークロ       | 2012   |
| 3    | ジェイミー・モイヤー   | 1926   |
| 4    | ドン・サットン         | 1914   |
| 5    | ノーラン・ライアン     | 1911   |
| 6    | パッド・ガルヴィン     | 1903   |
| 7    | ガス・ウェイイング     | 1872   |
| 8    | スティーブ・カールトン | 1864   |
| 9    | ゲイロード・ペリー     | 1846   |
| 10   | レッド・ラフィング     | 1833   |

| 順位 | 選手名               | 自責点 |
| ---- | -------------------- | ------ |
| 11   | バート・ブライレブン | 1830   |
| 12   | ウォーレン・スパーン | 1798   |
| 13   | アーリー・ウィン     | 1796   |
| 14   | ロビン・ロバーツ     | 1774   |
| 15   | グレッグ・マダックス | 1756   |
| 16   | トミー・ジョン       | 1749   |
| 17   | ジム・カート         | 1738   |
| 18   | トム・グラビン       | 1734   |
| 19   | アール・ホワイトヒル | 1726   |
| 20   | ロジャー・クレメンス | 1707   |

- 記録は2024年シーズン終了時点[15]。

### 個人シーズン記録
| 順位                         | 選手名                     | 所属球団                           | 自責点 | 記録年 |
| ---------------------------- | -------------------------- | ---------------------------------- | ------ | ------ |
| 1                            | ジョン・コールマン         | フィラデルフィア・クエーカーズ     | 291    | 1883年 |
| 2                            | テッド・ブリーテンスタイン | セントルイス・ブラウンズ           | 238    | 1894年 |
| 3                            | レッド・ドナヒュー         | セントルイス・ブラウンズ           | 237    | 1897年 |
| 4                            | アル・メイズ               | ニューヨーク・メトロポリタンズ     | 232    | 1887年 |
| 5                            | キッド・カーシー           | ワシントン・ステイツメン           | 230    | 1891年 |
| 6                            | ガス・ウェイイング         | フィラデルフィア・アスレチックス   | 221    | 1887年 |
| 7                            | ヘンリー・ポーター         | カンザスシティ・カウボーイズ       | 219    | 1888年 |
| 8                            | マット・キルロイ           | ボルチモア・オリオールズ           | 218    | 1886年 |
| 8                            | トニー・マレーン           | シンシナティ・レッドストッキングス | 218    | 1886年 |
| 10                           | エド・スワード             | フィラデルフィア・アスレチックス   | 216    | 1887年 |
| 記録は2024年シーズン終了時点 |                            |                                    |        |        |

| 2リーグ制後                  | 2リーグ制後          | 2リーグ制後                                               | 2リーグ制後 | 2リーグ制後 | 2リーグ制後    |
| 順位                         | 選手名               | 所属球団                                                  | 自責点      | 記録年      | 備考           |
| ---------------------------- | -------------------- | --------------------------------------------------------- | ----------- | ----------- | -------------- |
| 1                            | ボボ・ニューサム     | セントルイス・ブラウンズ                                  | 186         | 1938年      |                |
| 2                            | スネーク・ウィルツ   | フィラデルフィア・アスレチックス→ボルチモア・オリオールズ | 172         | 1902年      | 左投手記録     |
| 3                            | ディッキー・カー     | シカゴ・ホワイトソックス                                  | 162         | 1921年      |                |
| 4                            | ジャック・ノット     | セントルイス・ブラウンズ                                  | 156         | 1936年      |                |
| 5                            | ガイ・ブッシュ       | シカゴ・カブス                                            | 155         | 1930年      | ナ・リーグ記録 |
| 6                            | レイ・クレマー       | ピッツバーグ・パイレーツ                                  | 154         | 1930年      |                |
| 7                            | ウェス・フェレル     | ボストン・レッドソックス→ワシントン・セネタース           | 153         | 1937年      |                |
| 8                            | パット・キャラウェイ | シカゴ・ホワイトソックス                                  | 152         | 1931年      |                |
| 9                            | ジョー・マクギニティ | ボルチモア・オリオールズ                                  | 151         | 1901年      |                |
| 10                           | ジョージ・ウール     | クリーブランド・インディアンス                            | 150         | 1923年      |                |
| 記録は2024年シーズン終了時点 |                      |                                                           |             |             |                |